# Жодонь
Жодонь (нід. Geldenaken; валлон. Djodogne) — місто та муніципалітет Валлонії, розташоване в провінції Валлонський Брабант, Бельгія.
Станом на 1 січня 2006 року загальна чисельність населення Жодойна становила 12 440 осіб. Загальна площа 73.31 км, що дає щільність населення 170 осіб на квадратний кілометр (440/миля2).
Муніципалітет складається з таких районів: Донгельберг, Жошелет, Жодуань, Жодун-Суверен, Латуї, П'єтрен, Сен-Жан-Гест (включаючи селище Сен-Марі-Гест), Сен-Ремі-Гест і Зетруд-Люме.
У 1568 році в битві при Ходуані, одній із перших битв Вісімдесятирічної війни, іспанський герцог Альба розгромив військо голландських повстанців під командуванням Вільгельма Мовчазного.

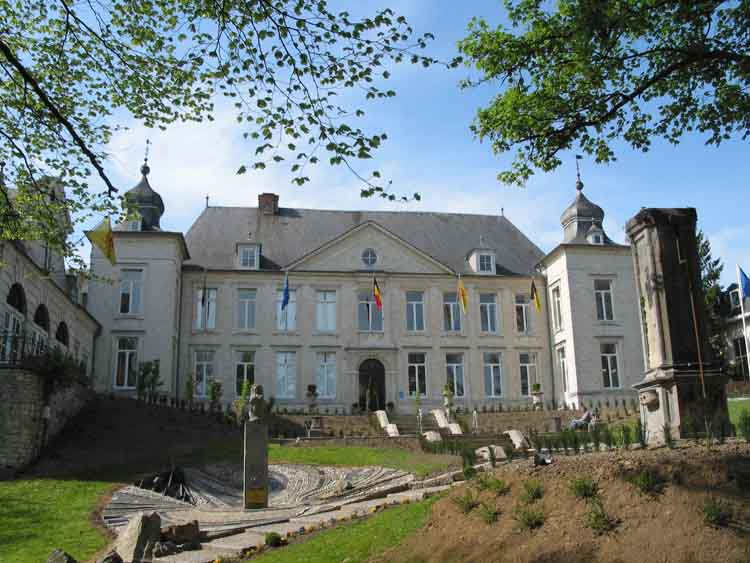
Шато Пастур, колишня резиденція Генріха I Брабантського, тепер ратуша Jodoigne.